# لئونید تیبیلوف
لئونید تیبیلوف (آسی: Тыбылты Харитъоны фырт Леонид؛ زادهٔ ۲۸ مارس ۱۹۵۱) سیاست‌مدار اهل اتحاد جماهیر سوسیالیستی شوروی و سومین رئیس جمهور اوستیای جنوبی بود. او این سمت را از ۱۹ آوریل ۲۰۱۲ تا ۲۱ آوریل ۲۰۱۷ بر عهده داشت.
وی در فاصله سال‌های ۱۹۹۲ تا ۱۹۹۸ ریاست کاگ‌ب را در اوستیای جنوبی عهده‌دار بود.